# 僖嫔 (康熙帝)
僖嬪（17世纪?—1702年），赫舍里氏，賚山之女，清朝康熙帝之嬪。當代研究者推測她可能即為康熙十六年正月入宮的正黃旗包衣管領下人護軍齊錫之妹賚姐:269。

## 生平
目前並不確定僖嬪是在何時入宮。當代研究者王冕森認為康熙十六年冊封的七位嬪位，其排序有着特殊的規律。安嬪和敬嬪出身外八旗世家，入宮後即獲得福晉級待遇，故而在七嬪中居首，而另外五嬪的排序則很有可能是以年紀長幼或入宮先後為依據。端嬪在康熙二年入宮，榮嬪和惠嬪約在康熙五年入宮，宜嬪在康熙十六年入宮，因此推測七嬪中居於末位的僖嬪或與宜嬪一樣，同為康熙十六年入宮的內務府秀女，即拖爾弼管領護軍齊錫之十六歲妹賚姐。根據《奏銷檔》的記載，康熙十六年正月，康熙帝挑選了一批內務府秀女，這次挑選實際是對康熙十五年十二月挑選的延續，當時已經有二十三位秀女被記名。正月二十日，六十二位秀女入宮參加挑選，二人被記名。正月二十一日，二十五位內務府記名秀女，以及幾位從盛京和鄉屯送來的秀女一起入宮參加挑選，康熙帝從中選出九位入宮，包括十八歲的納蘭珠（即宜妃）、十四歲的翟濟邁（即通嬪）和十六歲的賚姐等人，康熙帝特地叮囑納蘭珠和賚姐可以各帶一個家下女子入宮，而其餘七位則沒有這個待遇:269。 正月二十六日，納蘭珠等九人正式入宮。
康熙十六年（1677年）五月二十四日，康熙帝諭禮部：「朕恭奉聖祖母太皇太后慈諭，稽古帝王宮闈之制，必備妃嬪，以襄內政」，命禮部選擇吉期，並開列儀注具奏。同年八月二十四日，册立妃钮祜祿氏为皇后，並冊封佟氏為貴妃，李氏為安嬪，王佳氏為敬嬪，董氏為端嬪，馬佳氏為榮嬪，烏拉那拉氏為惠嬪，郭絡羅氏為宜嬪，赫舍里氏為僖嬪。
康熙二十年，宮內分配一個專屬的鑲黃旗內管領給僖嬪使用，與惠妃共用同一個內管領，同年宮內改為分配一個專屬的正白旗內管領給僖嬪使用，與安嬪和貴格格博爾濟吉特氏共用同一個內管領，此安排至少維持到康熙二十三年。康熙三十六年，康熙帝位下有四位嬪，分別是已被正式冊封的端嬪和僖嬪，以及在康熙二十八年，晉封為嬪級的衛氏與章佳氏。
康熙四十一年（1702年）九月初四日，首領太監梁九功傳達康熙帝的旨意，稱僖嬪病重，要提前預備棺材。九月初六日，僖嬪的病情繼續加重，內務府開始為其準備喪儀用品，但是由於當時沒有現成的嬪位儀仗，內務府便上奏康熙帝，建議暫時借用一位妃位的儀仗，在僖嬪的喪儀中使用。康熙帝認可了這個建議，並且讓他們借用惠妃之儀仗。同年九月十一日，僖嬪逝世，宮內暫停祭神二日。康熙四十四年二月初七日，舉行奉移祭，按例由內務府並禮部派出大臣一員協理，二月初九日，在景陵妃園寢奉安僖嬪、馬貴人和四位格格。
乾隆年間，當時的制度規定後宮主位封謚之滿文必須意譯，僖嬪封號的滿文，由音譯「hi」，重新意譯為「olhoba」，意為「謹慎」:270。 

## 影视作品
- 電視劇

| 年份 | 劇名     | 演員   | 備註                     |
| ---- | -------- | ------ | ------------------------ |
| 2011 | 宮鎖心玉 | 郭羨妮 | 飾演「僖嬪-赫舍里 柔兒」 |